# Bezsilla Nándor
Bezsilla Nándor (Tura, 1868. május 12. – Pestújhely, 1917. december 23.) ügyvéd, Pestújhely alapítója, felparcellázója, Bezsilla László entomológus- és ifj. Bezsilla Nándor ügyvéd (motor- és autóversenyző) apja.

## Életpályája
Élete szorosan összekapcsolódik Pestújhely történetével. Ő kezdeményezte ugyanis a terület parcellázását. A telep reklámozása érdekében kiadta a Széchenyi-Telep című újságot. Véglegesen 1912 körül költözött ki Pestújhelyre.
Bezsilla Nándor Turán született 1868. május 12-én, édesapja, Bezsilla István kántor-tanító második fiaként. (Első fia ifj. István jogot tanult.) Édesanyja Réz Borbála jászberényi lakos volt. Nándort szülei papnak szánták (szép hangú, kitűnő tanuló volt), de ő követte bátyját, és a Váci Piarista Gimnázium után Pesten jogot tanult.
Budapesten a József körúton lakott, irodáját pedig a Teréz körúton működtette, egyben a parcellázás igazgatóságának is helyet adott. Felesége Gergelyi Paula budai lakos volt. Hét gyermekük született, de két kislányt (Paulát és Ernestint) a spanyol influenzajárvány vitte el, s egy nagyobb lánya is (Éva) fiatalon halt meg. Ifj. Nándor ügyvéd lett, Erzsébet a Péterffy utcai kórház főorvosa, László entomológus, főosztályvezető (saját múzeuma volt), Edit tanárnő, több nyelven tanított és 4 gyermeket nevelt fel özvegyen.
1912-ben Pestújhelyre költözött ki a család. Itt élt és dolgozott 1917 karácsonyán bekövetkezett, tüdőgyulladás okozta haláláig.
Felesége haláláig gyászolta. Mindketten a Kerepesi úti temetőben vannak eltemetve a családi sírboltban.

## Közéleti tevékenysége
Dr. Bezsilla Nándor ügyvéd nevéhez első helyen Pestújhely felfedezése, megalapítása (diáktársaival együtt) és önállósodásának, majd működésének ügyei kapcsolódnak – egyéb adományai és ezek kapcsán létrejött eredményeken túlmenően. Minden helyi akcióban szerepet vállalt, szervezője volt a munkásgimnáziumnak, kereskedelmi- és polgári iskoláknak, tagja a leány polgári iskolaszéknek, az iskola építési bizottságának, alapító elnöke a Széchényi-telepi Kaszinónak.
Pestújhely létrejötte röviden:
A váci piarista gimnáziumban három diák barátságot kötött: Bezsilla Nándor, Szücs István s Veszelovszky Béla. Bezsilla és Veszelovszky jogot tanult, ügyvéd lett, Szűcs István pedig kezdetben tanár. Dr. Veszelovszky Béla Rákospalota főjegyzője azzal a kéréssel kereste meg pesti irodájában Dr. Bezsilla Nándor ügyvédet, hogy a község határában lévő katonai gyakorló teret („lőtér”) – amelyet a katonaság nevetséges összegért akar kisajátítani –, sürgősen „mentse meg” rákospalotai parcellások részére.
Bezsilla Nándor talált is egy vevőt – gróf Crouy Chanel Endre személyében –, aki többszörös árat fizetett Rákospalotának, mint a katonaság. Így a parcellázások már az 1907-08-as években megkezdődhettek. Ezek után e terült valamennyi ügyét (térképkészítés, értékesítések szervezése, reklámok stb.) Bezsilla Nándorra bízták, aki pesti irodájában kinyomtatott egy hírlevél újságot Széchenyi Telep megjelöléssel (ez volt az első újság, amely kezdetben a parcellák eladásával foglalkozott). Ez volt az első „kapavágás” Pestújhely megszületésében, ahogyan később a „Pestújhelyi Ezüstkönyv” is írta.
Olcsón lehetett telkeket vásárolni; elsősorban kistisztviselőknek, portásoknak és MÁV-alkalmazottaknak. Később ő maga is vett telket, házat is épített 1912 körül, és családostól kiköltözött ide a József körútról. Kertjébe szélmotort (?) épített és működtetett, amely a vízcső-hálózatbeli vizet hajtotta a környező területeknek (ingyen), egészen az Andrássy (ma Pestújhelyi) útig.
Rákospalota („anya-község”) megígérte Széchenyi Telepnek egy út építését, amely összeköti Széchenyi Telepet, Rákospalotát és Budapestet.
Az út megépült, de Széchenyi Telepet elkerülte. Rákospalotával egyre több volt az érdekeltérés, ezért elszakadási mozgalmat indítottak: dr. Gerecze Péter régész, Dr. Szűcs István minisztériumi képviselő, Dr. Bezsilla Nándor ügyvéddel, akik a különválást – már 1907-től gyűjtött aláírásokkal – a belügyminiszter elé terjesztették.
1909. október 27-én a belügyminiszteri rendelet kimondta az önállósulást (30 napos hatállyal). Dr. Bezsilla Nándor 1909. november 15-ére összehívta a (korábban már megalakult) népgyűlést, ahol bejelentették az elszakadást, az önálló község megalapítását (megnevezésnek „Pestújváros”-t szerettek volna, de a szerényebb „Pestújhely” elnevezést engedélyezte a minisztérium).
Létrejött az önálló Pestújhely 5500 lakással, de az elinduláshoz semmi pénzük nem volt. Megalakult a képviselőtestület, melynek tagjai közül első volt Dr. Bezsilla Nándor (mert ő fizette a legtöbb adót). Az első közgyűlés a hitelfelvételekről, kölcsönökről szólt, s az önálló élet elindításához a bizottság (?) tagjai adták össze a pénzt.
Egyre többen vásároltak telkeket, a 200-400 négyszögöles parcellákon földszintes családi házakat építettek, a 2-3 (vagy több) gyermekes családok. Gyár nem épült, ezért jó volt a levegő és artézi vizet is találtak (artézi kút és strandfürdő épült).
1910-től megindult a fejlődés.
Úgy igyekeztek kialakítani, megépíteni az intézményeket, üzleteket, hogy a lakosság helyben mindent elintézhessen, megvásárolhasson. A főút az Andrássy Gyula út (ma Pestújhelyi út) jobb és bal oldalán sorakoztak a mindennapi élethez szükséges boltok (tej-, húsboltok, szatócsüzlet, textil- és papírüzlet (kölcsönkönyvekkel), óra- és ékszerbolt, kertészeti eszközök, stb.). Huszonöt kerthelyiség volt, élőzenével, tangóharmonikával, főtt étellel olcsón (mindenki tarthatott háziállatokat kertjében).
Megépült a Széchenyi Színház, ahová a Pesti Színháztól jöttek jónevű színészek előadást tartani. Kaszinó működött (elnökévé Bezsilla Nándort választották).
Négy pékség sütötte a kemencében a kenyeret, zsömlét, süteményeket (az asszonyok tepsiben vitték oda a sütnivaló bejgliket, kalácsokat).
Négy iskola, két óvoda épült a többgyermekes családoknak.
Ipartestület létesült; két mozi állandóan telt házzal működött (még nem volt televízió). Megalakult a takarékszövetkezet. Vásároltak temetőnek saját területet. Keramitburkolatos utakat kezdtek építeni a főbb (átmenő forgalmú utakra – Gergely (ma: Gergő) utca – Andrássy u. – Nándor (ma: Bezsilla Nándor) u. Az utcákat a támogatókról nevezték el (anyagi, szellemi, művészi). A jó utak vonzották a vevőket, a piacra termelőket, s jó kapcsolat alakult ki a fővárossal.
1911-ben megépült a katolikus polgári leányiskola (már felsőbb iskola); katolikus plébániát kaptak a hívők ideiglenes kápolnával. A leendő templomnak a község legmagasabb helyét tartották fenn (23 m-rel a Duna vízszintje felett), amelyek felszentelésére csak 1927-ben kerülhetett sor (felépítése főleg a pestújhelyi lakosok és a váci egyház adományaiból történt).
1912-ben megindult a villamos forgalom. Először a helyiérdekű vasút épített ki vonalat, melyen valójában villamoskocsik közlekedtek, majd 1929-ben elindult a 24-es busz, 1949-ben pedig a fővárosba vivő 67-es sárga villamos.
Önkéntes tűzoltók egyesületbe tömörültek, különböző körök alakultak (dalkörök, munkásképző körök, nőegyletek). Megalakult a Pestújhelyi Sport Club, a "PöSöC". Villanyvilágításra a „Phöbus”-szal kötöttek szerződést. 1913-ban újjáalakult a Vass József Munkáskórház (ez volt Pestújhely legértékesebb épületcsoportja, 4 utca határolta területen, önellátó közművel. A II. világháború után ez lett az „orosz kórház”, ma még csak két pavilon működik).
1913-ban az összlakosság: 7172 fő volt. 1914-ben kitört az első világháború. A trónörökös pár meggyilkolásának híre Pestújhelyre is elért: a férfiakat behívták katonának, ínséges idők következtek, és a fő cél a lakosság élelmiszerrel való ellátása volt. Bezsilla Nándor minden munkában jelentős részt vállalt, anyagilag is támogatta a fejlesztéseket, a tudományos munkákat is. Az URÁNIA Magyar Tudományos Egyesület hálából tiszteletbeli tagjának választotta.
Dr. Bezsilla Nándor első, nyomtatott újságjából, a Hírlevélből alakult és fejlődött ki a „Pestújhelyi Újság”, amely a népből származó igényeket írta le és igyekeztek megvalósítani. Többféle újság is működött hosszabb-rövidebb ideig, de a Pestújhelyi Újság több mint 25 évig szolgálta a lakosság igényét.
Dr. Bezsilla Nándor halála után Dr. Szűcs István folytatta a fejlesztő munkát, főleg iskolaépítések (ráépítések (?)) és a háború utáni megélhetés biztosításával ért el szép eredményeket. De az „alapítások kora” lejárt.
A Wekerletelep is most (2009) 100 éves, és Budapest XIX. kerülete, Pestújhely sem tarthatta meg önállóságát – az 1945-ös II. világháború után – az 1950-es évektől összevonták: Rákospalota, Pestújhely és a 40 éve épült Újpalotával, s ez Budapest XV. kerülete.
De ez már egy másik történet Pestújhely életében, amelynek virágkora 1910-ben volt, korabeli és későbbi újságok, valamint Pestújhely Ezüstkönyve szerint is (1910-1935). Szerk. Deák Sándor pol. isk. igazgató, és Németi Elemér a Pestújhelyi Újság szerkesztője.

## Emlékezete
Pestújhely felfedező-alapítójának, építőjének nevezték. Minden fejlesztő munkát anyagilag is támogatott, részt vett, és a jogügyeket intézte.
Még életében elnyerte polgártársai megbecsülését, amit azzal fejeztek ki, hogy a település legszebb utcáját róla nevezték el (Nádor) Nándor utcának, majd halála után Bezsilla Nándor utcának. Ma újból így nevezik.
1920-ban Pestújhely díszpolgárává (posztumusz) választották.
Pestújhely Ezüstkönyve így ír róla: „Az a férfi, aki ebben az építőmunkában az első kapavágást tette, boldog emlékű Bezsilla Nándor volt, aki fájdalom nem érhette meg, hogy művének megkoszorúzásán részt vehessen, de emléke örökké élni fog Pestújhely történelmének lapjain.”
Bezerédy Gyula szobrászművész Dr. Bezsilla Nándorról mintázta meg Tinódi Lantos Sebestyén szobrának fejét. A szobor jelenleg a Népligetben található. Méltó helye Pestújhelyen lenne.
2002. május 10-én a Pátria Egyesület a Pestújhelyi Iskola falán Emléktáblát avatott Dr. Bezsilla Nándor emlékére, és minden évben a Pestújhelyi Napok alkalmával megkoszorúzza (kis ünnepség keretében).
Bezsilla Nándor halála után – az I. világháború, majd a II. világháború borzalmai Pestújhelyet is sújtották – sok változás történt, de hogy Pestújhely neve fennmaradt, az egyrészt alapító honatyák érdeme, másrészt a tősgyökeres pestújhelyi polgárok ragaszkodása – immáron 100 éve (ma 2009-ben).